# Медицински отпад
Медицински отпад врста је отпада који настаје у току пружања здравствених услуга: превенције, дијагностике, лечења и истраживања у области хумане и ветеринарске медицине. Он настаје у  здравственим установама и другим облицима здравствене службе,  односно установе у којима се обавља здравствена заштита у складу са законом, као и са њима повезаним медицинским, образовним и научноистраживачким делатностима, а у ширем смислу и у кућним условима.  Према томе произвођач медицинског отпада јесте свако правно лице или предузетник који се бави делатношћу заштите здравља људи и осталим активностима у којима настаје медицински отпад.
Без обзира на његов састав, особине и порекло, опасни медицински отпад чини 75% – 90% комуналног отпад, а 10% – 25% је медицински отпад.
Неадекватан третман медицинског отпада може угрозити здравље људи и довести до ширења заразних болести али и контаминације околони радиоактивним материјама.

## Историја
Забринутост за потенцијалне здравствене опасности од медицинског отпада порасла је 1980-их након што се медицински отпад акумулирао  на неколико плажа источне обале Сједињених Америчких Држава. Ово је подстакло Конгрес да донесе 1988. године двогодишњи савезни програм (Medical Waste Tracking Act (MWTA)) у којем је Агенција за заштиту животне средине Сједињених Држава (енгл. United States Environmental Protection Agency, морала да објави прописе о управљању медицинским отпадом. Агенција је програм објавила  24. марта 1989.  године који је требало да траје до 21. јуна 1991. године : Прописи за овај двогодишњи програм ступили су на снагу 24. јуна 1989. године у четири државе - Њујорку, Њу Џерсију, Конектикату и Роуд Ајленду и Порторику.
На основу информација прикупљених током овог периода  Агенција за заштиту животне средине Сједињених Држава  је закључила да је потенцијал медицинског отпада да изазове болести највећи у тренутку стварања и да се природно смањује након пправилног поступања са њим на тој тачки и да би ризик за општу јавност од болести узрокованих излагањем медицинском отпаду вероватно бити много мањи од ризика за здравствене раднике.
Након што је двогодишњи савезни програм истекао 1991. године, скооро све државе су углавном преузеле улогу регулисања медицинског отпада према смерницама развијеним из дискуства стеченог током наведеног двогодишњег програма.

## Утицај на људе
Непрописно одлагање медицинског отпада представља опасност за животну средину, јер је велики део медицинског отпада класификован као заразан или биолошки опасан јер потенцијално може довести до ширења заразних болести. Најчешћа опасност за људе је инфекција која погађа и друге живе организме у окружењу здравствених установа, док  свакодневно излагање отпаду (депоније) доводи до нагомилавања штетних материја или микроба у телу особе.
Извештај Агенције Сједињених Држава за токсичне супстанце и регистар болести из 1990. закључио је да није вероватно да ће шира јавност бити негативно погођена биомедицинским отпадом који се ствара у традиционалном здравственом окружењу. Међутим, открили су да биомедицински отпад из тих окружења може представљати ризик од заражавања након  излагања током радног контакта са медицинским отпадом лекара, медицинских сесаре и радника ангажованих на на многим дужностима у вешерајима или у објектима за уклаљање отпада. 
Постоје и могућности да шира јавност дође у контакт са медицинским отпадом, као што су игле које се незаконито користе ван здравствених установа, или биомедицински отпад који настаје путем кућне здравствене неге.

## Врсте
У медицински отпад спадају: 
- општи отпад,
- инфективни отпад,
- фармацеутски отпад,
- хемијски отпад.

### Општи отпад
У општи медицински отпад спада:
- Комунални отпад (нпр. хлеб, новине, амбалажа, отпаци воћа и поврћа, цвеће и сл.)
- Отпадне боце под притиском из објеката у којима се обавља здравствена заштита, а који је преостао од спроведених поступака лечења и здравствене неге, јесу медицински отпад од пуне или празне боце који садрже инертне гасове под притиском помешане са антибиотицима, дезинфицијенсима, инсектицидима који се примењују као аеросоли, а које при излагању високим температурама могу да експлодирају.

### Инфективни отпад
Под инфективним отпадом сматра се отпад из здравствене заштите који, због патогености и броја микроорганизама, представља ризик по здравље људи, као што су: културе и материјал из лабораторија који садрже инфективне агенсе; опрема, материјал и прибор који је био у контакту са крвљу, дериватима крви, осталим телесним течностима, излучевинама од клинички потврђених инфицираних пацијената, укључујући хируршке захвате и обдукције; отпад из одељења за патологију и изолацију инфективних пацијената; отпад од дијализе, инфузије и сличних захвата, укључујући сав прибор и материјал за једнократну употребу; заразни отпад који је био у додиру са инфицираним пацијентима, као и инфективан отпад из медицинских лабораторија;
који садржи инфективну дозу вирулентних, патогених микроорганизама који, при контакту са неком особом могу довести до инфективних обољења. Инфективни отпад чини око 2/3 укупног медицинског отпада.
Агенција за заштиту животне средине САД за инфективни отпад сматра:
- Прибор и храњиве подлоге за култивацију микроорганизама,
- Крв, деривати крви и продукти крви,
- Отпад из хируршких и обдукционих сала,
- Људска ткива и органи
- Отпад који настаје при хемодијализи и трансфузији крви (кесе, системи)
- Отпад у току производње вакцине и серума,
- Игле, шприцеви, пипете, епрувете и лабораторијско стакло,
- Ткива, органи и лабораторијске животиње коришћени за експерименте,са патогеним микроорганизмима(инокулација на заморчићима).
- Опрема, материјал и прибор који је био у контакту са крвљу, дериватима крви,
- Остаци телесних течностима, излучевинама од клинички потврђених инфицираних пацијената,
- Опад из одељења за патологију и изолацију инфективних пацијената
- Отпад од дијализе, инфузије и сличних захвата, укључујући сав прибор и материјал за једнократну употребу
- Заразни отпад који је био у додиру са инфицираним пацијентима,
- Отпад из медицинских лабораторија;

### Фармацеутски отпад
У фармацеутски отпад спадају  лекови и средства за анестезију и друга медицинска средства.

### Хемијски отпад
У хемијски отпад спадају разна хемијска средства која се користе у здравственим установа за дезинфекцију, дезинскекцију, дератизацију, одржавање опреме уређаја и објеката, Она настаје када део разних хемијских средства преостане  од спроведених поступака лечења и здравствене неге, а не као резултат било каквог поступка у производњи лекова. Он има опасне карактеристике, а нарочито токсичност, корозивност, запаљивост, експлозивност и др.
У хемијски отпад спада и отпад са високим садржајем тешких метала из објеката у којима се обавља здравствена заштита, а који је преостао од спроведених поступака лечења и здравствене неге. Како је ово  медицински отпад са високо токсичним својствима он захтева посебан третман (на пример остаци амалгама из стоматолошких ординација, разбијени термометри и манометри који садрже живу, одбачене батерије са тешким металима и др.).

## Одговорна лица за руковање отпадом
По хијерархији главна сестра има највеће одговорности у управљању медицинских инфективним отпадом. Она је одговорна за:
- Обуку свих сестара, техничара и помоћног особља,
- Да контролише и ажурира транспорт отпада,
- Да контролише спровођење код свих запослених у тој јединици примене поступака у управљању отпадом
- Да сви запослени (здравствено, техничко, административно и помоћно особље буду свесни неопходности примене усвојених поступака у управљању отпадом.

## Правила за сакупљањемедицинског отпада
Начин сакупљања
Инфективни отпад у медицинским установама се сакупља на месту настанка у специјално за ту намену означеним посудама обложеним пластичним кесама или пластичним кесам која се попстављају у:
- Ординацијама,
- Операционим салама,
- Превијалиштима,
- Лабораторијема,
- Собама за интезоивну и полуинтензивну негу
- Болесничким собама
- Санитарним чворовима,
- Салама за обедовање болесника.

Кесе се пуне до 2/3 запремине, затим  прописно затворити (пластичном сигурносном траком) .
Означавање кеса са отпадом
Кесе са медицинским отпадом се означавају залепљеним налепнице са подацима и то:
- Датум настанка отпада,
- Место настанка отпада (одељење, амбуланта, сала ....),
- Количина отпада,
- Врста отпада.

Транспорт отпада
Кесе са сакупљеним инфективним отпадом треба транспортовати са одељења обавезно једном дневно, по могућству једном у смени,
Са одељења се кесе транспортују у пластичним контејнерима и специјалним колицима (обележеним као и кесе) до централног привременог одлагалишта,У колико дође до оштећења кесе она се ставља у другу исту такву кесу,

## Разврставање отпада
Разврстани медицински отпад пакује се у складу са прописом којим се уређује начин складиштења, паковања и обележавања опасног отпад, на следећи начин:
1. комунални (кућни) отпад – у кесе црне боје;
2. оштри предмети – у контејнере жуте боје;
3. патоанатомски отпад – у кесе браон боје;
4. инфективни отпад – у кесе или контејнере жуте боје;
5. отпад загађен крвљу и телесним течностима – у дупле кесе или контејнере жуте боје.

## Означавање амбалаже са отпадом
Амбалажа за сакупљање медицинског отпада морају бити јасно разврстана према боји величини и облику:
- Наранџаста са биохазардним знаком - за инфективни отпад,
- Црвена са крстом – за патоанатомски отпад,
- Жута - за хемијски отпад,
- Зелена - за фармацеутски отпад,
- Црна - за комунални отпад.

## План управљања медицинским отпадом у здравтвеним установама
План о медицинском отпаду мора бити усклађен са националним прописима и међународно усвојеном праксом. Тим који је одговоран за спровођење плана чини.
- Директор установе,
- Координатор,
- Лекари одељења,
- Главна сестра здравствене установе(болничких јединица )
- Фармацеут,
- Шеф техничке службе,
- Сво особље у здравственој установи.

## Физичко-хемијски поступци третмана медицинског отпада
Поступци третмана инфективног отпада су: стерилизацијe паром под притиском, стерилизације и дезинфекције паром са дезинфекционим средством, суве стерилизације и остали поступци третмана инфективног медицинског отпада, чији резултат је безбедан ниво стерилности у складу са посебним прописом. Опасан медицински отпад, за чији третман на еколошки прихватљив и ефикасан начин нема техничких могућности и постројења у некој земљи, извози се ради третмана, у складу са прописима којимa се уређује управљање отпадом и прекогранично кретање отпада.

### Термички третман медицинског отпада поступком инсинерације и ко-инсинерације
Термички третман медицинског отпада инсинерацијом или ко-инсинерацијом обавља се у постројењима предвиђеним за ту намену, под условима прописаним дозволом, у складу са законом којим се уређује управљање отпадом, прописом којим се уређују граничне вредности емисија загађујућих материја у ваздух, воду и земљиште, посебним прописом којим се уређује термички третман отпада и прописом који се уређује интегрисано спречавање и контрола загађивања животне средине.
У термички третман медицинског отпада, који се врши се у складу са најбоље доступним техникама за третман медицинског отпада су:
- каталитичка деполимеризација,

- пиролиза,
- гасификација,
- сагоревање у плазми и др.

Спањивање (инсинерација или ко-инсинерација) медицинског отпада обавља се под прописаним условима, да би се обезбедио највећи могући степен уништења органских загађујућих материја, укључујући и диоксине, у складу са посебним прописом којим се уређује термички третман отпада и прописом који се уређује интегрисано спречавање и контрола загађивања животне средине.
Са отпадом, насталим после поступка спаљивања (инсинерације или ко-инсинерације), као и отпадом насталим после поступка каталитичке деполимеризације, пиролизе, гасификације, сагоревања у плазми и др. поступа се у складу са прописом којим се уређује категорија, испитивање и класификација отпада, прописом којим се уређује одлагање отпада на депоније и законом којим се уређује управљање отпадом.

### Термички третман медицинског отпада поступком дезинфекције/стерилизације
Оператер који врши третман инфективног отпада поступком дезинфекције/стерилизације, има обавезу да изврши испитивање отпада после третмана, у складу са правилима струке, у складу са прописом којим се уређује категорија, испитивање и класификација отпада, како би се утврдило да је третманом отпад постао неопасан.
Контрола ефикасност третмана инфективног отпада врши се приликом сваког третмана физичко-хемијским индикаторима или м микробиолошком контролом ефикасности третмана тест-организмима, у складу са спецификацијом уређаја за третман.
Са отпадом насталим у поступку дезинфекције/стерилизације, поступа се у складу са у складу са прописима којима се уређује одлагање отпада на депоније и законом којим се уређује управљање отпадом.

### Третман инфективног отпада и оштрих предмета
Третман инфективног отпада и оштрих предмета врши се поступцима инсинерације, ко-инсенерације и другим поступцима термичког третмана у постројењима намењеним за термички третман отпада, у складу са најбољим доступним техникама, као што су каталитичка деполимеризација, пиролиза, гасификација, сагоревање у плазми и др.
Третман инфективног отпада и оштрих предмета врши се и методама дезинфекције/стерилизације у аутоклавима, односно стерилизаторима, млевењем односно дробљењем у дробилицама и осталим признатим методама којима се постиже уклањање опасних својстава, смањење запремине и непрепознатљивост отпада.
Простор у коме се врши дезинфекција/стерилизација отпада  мора да испуњава услове утврђене прописом којим се уређују општи санитарни услови.
Са отпадом насталим после третмана инфективног отпада и оштрих предмета, који је третманом постао неопасан и непрепознатљив, поступа са у складу са прописом којим се уређује категорија, испитивање и класификација отпад, прописом којим се уређује одлагање отпада на депоније и законом којим се уређује управљање отпадом.

### Третман отпада загађеног крвљу и телесним течностима
Отпад загађен крвљу и телесним течностима третира се спаљивањем (инсенерацијом) у постројењима намењеним за термички третман комуналног отпада или у другим постројењима за термички третман отпада у складу са дозволом издатом од стране надлежног органа.  

### Третман патоанатомског отпада
Третман патоанатомског отпада врши се у постројењима намењеним за термички третман патоанатомског отпада, односно кремирањем или закопавањем на гробљима, на посебном за то одређеном простору/парцели, у складу са посебним прописом којим се уређује област сахрањивања и гробаља.
Кесе са крвљу, крвним дериватима и телесним течностима, третирају се поступком инсенерације и ко-инсенерације, и/или дезинфекције/стерилизације, у складу са одредбама овог правилника.
Крв и крвни деривати који су током дијагностичких испитивања помешани са хемикалијама, класификују се као хемијски отпад и са истим се поступа као са хемијским отпадом.

### Третман хемијског отпада из објеката у којима се обавља здравствена заштита
Хемијски отпад из објеката у којима се обавља здравствена заштита, а који је преостао од спроведених поступака лечења и здравствене неге, третира се физичко-хемијским поступцима или инсинерацијом у постројењима која имају дозволу за третман опасног отпада у складу са законом којим се уређује управљање отпадом и посебним прописима.

### Третман отпада са високим садржајем тешких метала и отпадних боца под притиском
Отпад са високим садржајем тешких метала, као и отпадне боце под притиском из објеката у којима се обавља здравствена заштита, а који је преостао од спроведених поступака лечења и здравствене неге, не могу да се третирају инсинерацијом.
Отпад са високим садржајем тешких метала третира се физичко-хемијским поступцима у постројењима која имају дозволу за третман у складу са законом којим се уређује управљање отпадом.
Отпадне боце под притиском из објеката у којима се обавља здравствена заштита, а који је преостао од спроведених поступака лечења и здравствене неге, морају да се деактивирају пре третмана, у складу са посебним прописима.